# Mercedes Comaposada
Mercedes Comaposada Guillén (Barcelona, 14 de agosto de 1901 - París, 11 de febrero de 1994), nacida como Mercè Comaposada i Guillén en catalán, fue una activista española, cofundadora, junto con Lucía Sánchez Saornil y Amparo Poch y Gascón, de la organización Mujeres Libres, con importante participación en la revolución social española de 1936.

## Biografía y trayectoria
Mercedes Comaposada Guillén, nacida como Mercè Comaposada i Guillén en catalán, nació en Barcelona el 14 de agosto de 1901. Hija de Josep Comaposada, un zapatero socialista, se crio en un ambiente militante y cultivado, aprendiendo mecanografía a los doce años. De la madre, sin embargo, no se conocen datos.
Abandonó los estudios siendo muy joven para empezar a trabajar como montadora en una empresa de producción cinematográfica. Más tarde se afilió al Sindicato de Espectáculos Públicos de Barcelona, perteneciente a la Confederación Nacional del Trabajo.

### Primeros pasos
Poco tiempo después se dirigió a Madrid para continuar sus estudios de Derecho, teniendo como profesores a Antonio Machado y a José Castillejo. En esta etapa de su vida, en la que también se formó como pedagoga con el fin de enseñar a otras mujeres, conoció a Lucía Sánchez Saornil, junto a quien tuvo la idea de crear un grupo de mujeres específico al ámbito del movimiento libertario. Sánchez y Comaposada  “habían enseñado en cursos de instrucción elemental para obreros y obreras, promovidos por la CNT de Madrid en los años ‘30. Vieron la necesidad de realizarlos específicamente para las mujeres, dada la misoginia y los prejuicios existentes”.

### Mujeres Libres
En abril de 1936, junto a Lucía Sánchez Saornil y Amparo Poch y Gascón, fundó la organización feminista Mujeres Libres, la cual pasó a ser, junto con la Confederación Nacional del Trabajo, la Federación Ibérica de Juventudes Libertarias y la Federación Anarquista Ibérica, una de las principales organizaciones del movimiento libertario español.
La organización creció rápidamente, llegando a sumar más de 20.000 integrantes obreras y campesinas de la zona republicana en 1938. Uno de los factores que ayudaron al crecimiento de la organización fue el hecho de que Mercedes en persona viajase a Barcelona con los estatutos de la Federación Nacional buscando a un grupo de mujeres, la mayoría miembros de la CNT y de otros organismos como los ateneos y las Juventudes Libertarias, que había formado la Agrupación Cultural Femenina, para informarles de que ya se había formado una organización con los mismos objetivos, pidiéndoles que se unieran a ellas. Un mes más tarde, en mayo de 1936, se publicó el primer número de Mujeres Libres, la revista anarcofeminista que surgió a partir de la organización homónima. El objetivo de esta publicación, que siguió activa hasta 1938, era, según se afirmaba en el primer número:

... encauzar la acción social de la mujer, dándole una visión nueva de las cosas, evitando que su sensibilidad y su cerebro se contaminen de los errores masculinos.
Amparo Poch y Gascón

En el proceso de desarrollo del resto de 12 números publicados, colaboraron otras mujeres como Federica Montseny, Emma Goldman, Lucía Sánchez Saornil, Mary Giménez, Carmen Conde, etc. Baltasar Lobo, escultor al que conoció en 1933, que se convirtió en su compañero, trabajó en la revista como ilustrador. Más tarde, entre 1964 y 1978, se volvió a editar en otras ciudades y por otras personas - mujeres en su mayoría.

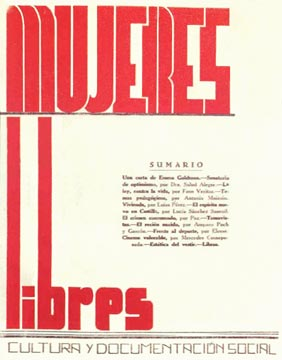
Primer ejemplar de Mujeres Libres

Cuando se produjo el golpe de Estado del 18 de julio de 1936 volvió a Barcelona, donde se unió a otro grupo de mujeres con las que colaboró en la creación de una nueva federación nacional.

### Trayectoria tardía
A pesar de su frágil salud, nunca dejó de lado su labor de educadora y su colaboración con la prensa libertaria. Durante los primeros años de la Segunda República española, colaboró en numerosos títulos de la prensa libertaria. Escribió sobre todo para Tierra y Libertad (editado por la Federación Anarquista Ibérica), Mujeres Libres (de la que fue redactora jefe durante la revolución social española de 1936) y Tiempos Nuevos, donde tuvo una sección en la que trataba temas que iban de la medicina a la sexualidad.
Tras la derrota, se vio obligada a exiliarse a París junto con su compañero, Baltasar Lobo, bajo la protección de Pablo Picasso, para quien trabajó como secretaria. Además, realizó numerosos trabajos de traducción de autores españoles, sobre todo de Lope de Vega, y como representante de la obra artística de su compañero. Durante los años 60 y 70 y desde París, continuó colaborando con las publicaciones Mujeres Libres, Tierra y Libertad y Tiempos Nuevos, y se unió a otras revistas como Ruta y Umbral. Tras la muerte de Franco, en los años 70, se planteó escribir un libro de características desconocidas, aunque sí se sabe que pidió a las veteranas cartas en las que escribiesen su propia experiencia. Escribió un manuscrito que, tras su muerte, desapareció junto con la documentación.
Murió el 11 de febrero de 1994 en París.

## Obras
Aparte de sus numerosos artículos en publicaciones de prensa, Mercedes Comaposada publicó varias obras, algunas de ellas bajo el nombre de Mercedes Guillén.
- Esquemas (1937)

- Las mujeres en nuestra revolución (1937)

- La ciencia en la mochila (1938)

- Conversaciones con los artistas españoles de la Escuela de París (1960, como Mercedes Guillén)

- Picasso (1973, como Mercedes Guillén)
- Picasso con los exiliados (2023, como Mercedes Guillén)